# Mystacidium
Mystacidium – rodzaj roślin z rodziny storczykowatych (Orchidaceae). Są to epifity występujące w Afryce takich krajach i regionach jak: Malawi, Mozambik, Eswatini, Tanzania, Zambia, Zimbabwe oraz pięciu prowincjach RPA: KwaZulu-Natal, Limpopo, Przylądkowa Zachodnia, Przylądkowa Północna, Przylądkowa Wschodnia.

## Morfologia
PokrójDrobne rośliny zielne o krótkich pędach rozgałęziających się monopodialnie, pokrytych pochwami pozostającymi po opadłych liściach.
LiścieLiście dwurzędowe, mięsiste lub skórzaste, połączone przegubowo z pochwiastą nasadą.
KwiatySkupione po kilka w kwiatostany wyrastające w nasadach liści. Szypuła kwiatostanu cienka, drutowata. Kwiaty białe, jasnozielone lub jasnożółte. Listki obu okółków okwiatu wolne, podobnej długości. Warżka całobrzega lub trójklapowa, z ostrogą. Prętosłup krótki. Rostellum trójklapowe, zwieszone. Dwie kuliste pyłkowiny.

## Systematyka
Rodzaj sklasyfikowany do podplemienia Angraecinae w plemieniu Vandeae, podrodzina epidendronowe (Epidendroideae), rodzina storczykowate (Orchidaceae), rząd szparagowce (Asparagales) w obrębie roślin jednoliściennych.
Wykaz gatunków
- Mystacidium aliceae Bolus
- Mystacidium brayboniae Summerh.
- Mystacidium capense (L.f.) Schltr.
- Mystacidium flanaganii (Bolus) Bolus
- Mystacidium gracile Harv.
- Mystacidium nguruense P.J.Cribb
- Mystacidium pulchellum (Kraenzl.) Schltr.
- Mystacidium pusillum Harv.
- Mystacidium tanganyikense Summerh.
- Mystacidium venosum Harv. ex Rolfe